# Boloria futura
Boloria futura är en fjärilsart som beskrevs av Reuss 1929. Boloria futura ingår i släktet Boloria och familjen praktfjärilar. Inga underarter finns listade i Catalogue of Life.